# Chaetodus humerosus
Chaetodus humerosus är en skalbaggsart som beskrevs av Rudolph Petrovitz 1970. Chaetodus humerosus ingår i släktet Chaetodus och familjen Hybosoridae. Inga underarter finns listade i Catalogue of Life.